# Arnstorf
Arnstorf est une commune de Bavière (Allemagne), située dans l'arrondissement de Rottal-Inn, dans le district de Basse-Bavière.

## Économie
- Brasserie Altschloss Brauerei Arnstorf.

## Personnalités liées
- Le général Ferenc Farkas de Kisbarnak y a vécu et y est mort en 1980.